# Estancia Vieja
Estancia Vieja é uma comuna da província de Córdoba, na Argentina.